# Nederlands Katholiek Werkgeversverbond
De Nederlands Katholiek Werkgeversverbond (NKWV) werd in 1960 opgericht als werkgeversvereniging. Het primaire doel van deze organisatie was het behartigen van de materiële belangen van werkgevers van grote bedrijven. De organisatie was een fusie van de Rooms-Katholiek Verbond van Werkgeversvakverenigingen en het Algemeen Rooms-Katholiek Werkgeversverbond. In 1970 ging deze organisatie samen met het Verbond van Protestants-Christelijke Werkgevers op in het Nederlands Christelijk Werkgeversverbond.